# Jörg R. Hörandel
Jörg R. Hörandel (* 15. Januar 1968) ist ein deutscher Physiker, der sich mit Fragen zur Astroteilchenphysik befasst.

## Leben
Hörandel stammt aus Knittlingen und studierte Physik und Mathematik an der Universität Karlsruhe  und promovierte dort 1997 (Dr. rer. nat.). Nach einem Forschungsaufenthalt an der University of Chicago (USA) habilitierte er sich 2004 an der Universität Karlsruhe. Seit 2007 lehrt er an der Radboud-Universität in Nijmegen (Niederlande). Seit 2012 ist er Mitglied des niederländischen Instituts für Hochenergiephysik (Nikhef) und seit 2018 ist er Gastprofessor an der Freien Universität Brüssel.
Sein Forschungsgebiet umfasst experimentelle und phänomenologische Arbeiten auf dem Gebiet der Astroteilchenphysik, er untersucht den Ursprung der kosmischen Strahlung. Er arbeitet federführend an Forschungsprojekten wie KASCADE-Grande, dem Radio-Teleskop LOFAR und dem Pierre-Auger-Observatorium.  Zusammen mit seiner Arbeitsgruppe entwickelt er neue Methoden zur Messung von Luftschauern mittels Radiostrahlung. Dafür wurde er 2018 mit einem ERC Advanced Grant des Europäischen Forschungsrats ausgezeichnet.

## Schriften
- gemäß Datenbank inSPIRE
- gemäß Datenbank NASA Astrophysics Data System
- gemäß Datenbank ORCID